# Stefan Babović
Stefan Babović (Berane, República Federativa Socialista de Yugoslavia, 7 de enero de 1987) es un exfutbolista serbio-montenegrino. Se desempeñaba como centrocampista ofensivo.

## Selección nacional
Durante su carrera fue internacional absoluto con la Selección de fútbol de Serbia en cuatro ocasiones.

## Clubes
| Club                  | País                | Año       |
| --------------------- | ------------------- | --------- |
| Partizán de Belgrado  | Serbia y Montenegro | 2001-2006 |
| OFK Belgrado          | Serbia              | 2006-2008 |
| F. C. Nantes          | Francia             | 2008-2009 |
| Feyenoord de Róterdam | Países Bajos        | 2009-2010 |
| Partizán de Belgrado  | Serbia              | 2010-2012 |
| Real Zaragoza         | España              | 2012-2013 |
| FK Voždovac Belgrado  | Serbia              | 2013-2015 |
| Partizán de Belgrado  | Serbia              | 2015-2016 |

## Títulos
- Copa de Serbia (1):
  - 2010-11.
- Superliga de Serbia (2):
  - 2010-11 y 2011-12.